# Felicja Śledź
Felicja Śledź (ur. 1887 w Szańcu, zm. 1935) – polska działaczka rewolucyjna i niepodległościowa, uczestniczka rewolucji październikowej.

## Życiorys
Działalność rewolucyjną Felicja Śledź rozpoczęła od wstąpienia w 1905 r. do Polskiej Partii Socjalistycznej. W tym samym roku została też pierwszy raz aresztowana przez władze carskie. Kolejny raz została aresztowana w 1906 r. za organizację akcji pierwszomajowej. Do następnego aresztowania Felicji Śledź doszło po udanej akcji uwolnienia z więzienia w Kielcach jej koleżanki z Organizacji Bojowej PPS, Bronisławy Nawrot-Optołowicz. Z organizatorów ucieczki tylko ona została zatrzymana. W czasie próby ucieczki jeden z Kozaków uderzył ją kolbą w twarz, w wyniku czego doznała złamania szczęki.
W 1910 r. jako recydywistka została skazana na 13 lat katorgi.
Wybuch rewolucji lutowej zastał ją w Piotrogrodzie, w tym też mieście włączyła się do walki w czasie rewolucji październikowej. 
Po odzyskaniu przez Polskę niepodległości działała m.in. w Komunistycznej Partii Polski i Międzynarodowej Organizacji Pomocy Rewolucjonistom.

## Odznaczenia
- Krzyż Niepodległości z Mieczami